# Lepidactylus triarticulatus
Lepidactylus triarticulatus är en kräftdjursart som beskrevs av P. B. Robertson och Shelton 1980. Lepidactylus triarticulatus ingår i släktet Lepidactylus och familjen Haustoriidae. Inga underarter finns listade i Catalogue of Life.